# Аріц Елустондо
Аріц Елустондо (ісп. Aritz Elustondo, нар. 28 березня 1994, Сан-Себастьян) — іспанський футболіст, центральний захисник клубу «Реал Сосьєдад».

## Ігрова кар'єра
Народився 28 березня 1994 року в місті Сан-Себастьян. Вихованець футбольної школи місцевого клубу «Реал Сосьєдад».
Дорослу футбольну кар'єру розпочав 2012 року у складі нижчолігового клубу «Беасаїн», кольори якого захищав на правах річної оренди.
Протягом 2013–2015 років грав за «Реал Сосьєдад Б», після чого був переведений до основної команди рідного клубу. Вже в сезоні 2015/16 був основним центральним захисником «Сосьєдада».

## Титули і досягнення
- Володар Кубка Іспанії (1):

«Реал Сосьєдад»: 2019-20